# Ammara Siripong

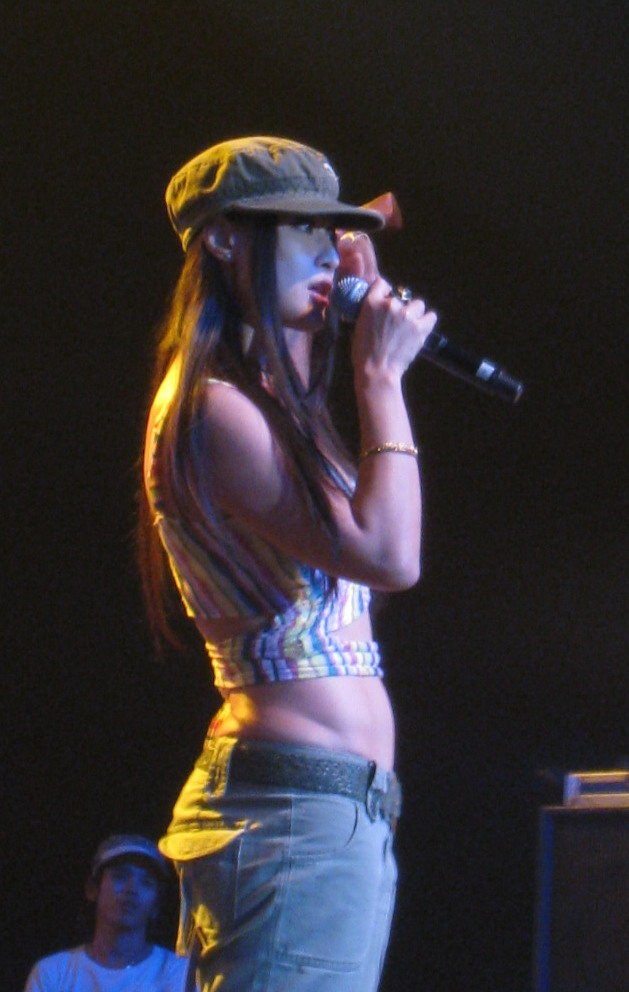
Ammara Siripong, 2009

Zom Ammara Siripong (thailändisch ส้ม อมรา ศิริพงษ์; * 1. November 1980) ist eine thailändische Schauspielerin und Musikerin, die als Schauspielerin unter Ammara Siripong und als Dancehall-Reggae-Sängerin unter ihren beiden Vornamen Zom Ammara bekannt ist.

## Leben
Siripong wurde als Tochter eines Arztes geboren und hat vier jüngere Brüder.
Sie ist die einzige bekannte weibliche Reggae-, Ska- und Reggaeton-Singer-Songwriterin in Thailand und wird dort auch „Rasta-Queen“ genannt. Mit ihrer Band spielt eine Mischung aus Reggae, Rock und Hip-Hop mit Blues- und Jazzeinflüssen und tritt mit Band bei nationalen Reggae- und Ska-Festivals auf, beispielsweise auch seit 2007 beim Pai Reggae Festival. Solo singt sie auch in Projekten anderer Musikrichtungen.
Siripong lebt in Bangkok und ist auch als Radio-DJ und Model tätig. 2010 wirkte sie auch im fünften Teil der zweiten Staffel in der Modernine-TV-Kinder-Reality-Show Der Trainer (เดอะ เทรนเนอร์ ปั้นฝันสนั่นเวที) mit.

## Auszeichnungen
- 2008: "Beste Nebendarstellerin" beim 18. Goldenen Schwan (Thailand National Film Awards) für Chocolate

## Filmografie
- 2008: Chocolate … süß und tödlich! (Regie: Prachya Pinkaew)
- 2012: Kill ’em All … I’m going to Hell when I die (Regie: Raimund Huber)
- 2014: Reflex (Regie: Daniel Zirilli)

## Diskografie
- 2002: Sweetless
- 2005: Za Ammarom (ซ่า อมรมณ์, Album, GMM Grammy)
- 2007: Play Girl (Single)
- 2008: Wan Sood Tai (วันสุดท้าย), Samplerbeitrag zu Yes – The Best Singles Combination From Fatboyzstaff (Doppelalbum; Platin)
- 2009: Rak Tur (รักเธอ), Samplerbeitrag zu Ford & Friends – SingStone (Album; Platin)
- 2010: Took-Kung, Nang-Sao-Thai und Whan (Sweet), Samplerbeiträge zu Thailand Reggae Ska Paradise (Album, Here)
- 2012: Shake it Baby (Single)